# Mark Ruffalo
Mark Alan Ruffalo - američki glumac, redatelj, producent i scenarist. Najpoznatiji je po ulozi Hulka u filmu The Avengers (2012.). Također je glumio u filmovima kao što su You Can Count on Me (2000.), Eternal Sunshine of the Spotless Mind (2004.), Samo nebo zna (2005.), Zodiac (2007.) i Otok Shutter (2010.). Za svoju ulogu u filmu The Kids Are All Right (2010.) bio je nominiran za Oscara za najboljeg sporednog glumca.